# Спомен-обележје затвору на Ади Циганлији
Спомен-обележје затвору на Ади Циганлији је споменик у Београду. Представља спомен-обележје затвору на Ади Циганлији, који је постојао од 1920. до 1956. године. Налази се на београдском излетишту и купалишту Ади Циганлији у општини Чукарица.

## Опште информације
На самом почетку Аде Циганлије, у близини ресторана „Језеро” 1970. године постављено је спомен обележје, рад вајара Милорада Тепавца које чува сећање на политичке затворенике затваране у овом затвору у периоду од 1920. до 1941. године.
Горњи део споменика представља симоболички свет са пет латица унутар кога се формира неправилна звезда петокрака. Са једне стране споменика налази се плоча са натписом — на овом месту од 1920. године налазио се затвор Државног суда за заштиту државе искључиво за политичке затворенике, са друге стране споменика стоји плоча са стиховима књижевника Љубомира Симовића — из тамнице без прозора видели смо како долазе лађе, чули сунце које не залази.